# 恒盛地產
恒盛地產控股有限公司（港交所：00845）原名陽光集團，是上海陽光投資集團旗下主要於中國進行房地產開發的公司。，恒盛地產現時主要在上海、天津及北京等地開發房地產項目。
恒盛地產曾經在2008年籌備來香港上市，但最終因金融海嘯而令計劃延遲。恒盛地產在2009年9月在香港進行公開招股，集資額最高119.25億港元，並引入上海實業、遠洋地產、南豐集團及中國南方資金管理公司為基礎投資者。
2009年11月，恒盛地產以20億元人民幣向大股東張志熔同月透過以江蘇熔盛造船收購的兩幅上海市地皮。

## 連結
- 恒盛地產控股有限公司 （页面存档备份，存于）